# علی الصقلی الحسینی
علی الصقلی الحسینی (۱۵ مهٔ ۱۹۳۲ – ۵ نوامبر ۲۰۱۸) نویسنده، و نویسنده کودکان اهل مراکش بود. وی در سال ۱۹۷۰ سرود ملی مراکش را با عنوان النشید الشریف سروده است.